# Катержина Соколова
Катержіна Соколова (чеськ. Kateřina Sokolová, 4 квітня 1989, Пршеров, Чехословаччина) — чеська модель.

## Біографія
У 18 років перемогла в конкурсі Міс Чехія 2007 і представляла Чехію на конкурсі Міс Світу 2007.
Була на обкладинці червневого номера чеського журналу Playboy від 2008 року.